# Oğuz Atay
Oğuz Atay (İnebolu, Província de Kastamonu, 12 d'octubre de 1934 - Istanbul, 13 de desembre de 1977) va ser un escriptor postmodern turc. Atay va arribar a la fama amb la seva novel·la Tutunamayanlar, que rebre el Premi de Novel·la de la TRT el 1970. La novel·la es considera una crítica irònica al món dels petits burguesos. Tutunamayanlar va ser traduïda a l'anglès (The Disconnected), alemany (Die Haltlosen) i neerlandès (Het leven in stukken).
Segons Yıldız Ecevit, professora universitària de literatura contemporània, Atay és un model per tots els escriptors moderns de la literatura turca. Per l'escriptora Perihan Mağden és "el nostre Dostoyevski".

## Altres obres
- Korkuyu Beklerken (Esperant la por, novel·la)
- Tehlikeli Oyunlar (Jocs perillosos, novel·la)
- Günlük (Diari, memòries)

## Obres sobre Atay
- Oğuz Atay'da Aydın Olgusu, Yıldız Ecevit, 1989.[6]
- Ben buradayım−−: Oğuz Atay'ın biyografik ve kurmaca dünyası, Yıldız Ecevit, 2005.
- Geleceği Elinden Alınan Adam, Sefa Kaplan, 2014.[7]
- İçimde Oğuz Atay ile Orhan Gencebay İkizi Yaşıyor, Murat Yalçın, 2013.[8]